# Rondas
Rondas was een wekelijks radiopraatprogramma op Klara, een van de zes radionetten van de Vlaamse Radio en Televisie-omroep (VRT). 

## Concept
In Rondas ging VRT-radiojournalist Jean-Pierre Rondas gedurende ongeveer één uur een gesprek aan, over de meest uiteenlopende maatschappelijke thema's (cultuur, politiek, filosofie, religie, ...), met telkens één personaliteit met kennis van zaken in zijn of haar werkveld. Rondas maakte geen gebruik van de klassieke interviewtechniek, waarbij de interviewer zich beperkt tot het stellen van een aantal korte vragen, maar koos voor de dynamiek van een gesprek waar beide partners evenwaardig zijn. Anderstalige personaliteiten worden door Jean-Pierre Rondas in het Frans, Engels of Duits geïnterviewd waarbij de luisteraar een samenvatting kreeg in het Nederlands. In zijn programma besteedde Jean-Pierre Rondas de laatste jaren meer aandacht aan het nationaliteitenvraagstuk in België en in de wereld. Radiopresentator Jean-Pierre Rondas staat bekend als lid van de Gravensteengroep, een denkgroep die ijvert voor meer Vlaams zelfbestuur.
Op 14 januari 2011 reikte de Vlaamse literaire vakorganisatie Boek.be haar jaarlijkse Gulden Boek aan Jean-Pierre Rondas. Rondas kreeg de prijs vanwege "zijn uitvoerige interviews met internationale auteurs in diverse radioprogramma's voor Radio Klara (voorheen Radio 3), onder meer in zijn eigen programma Rondas en eerder bijvoorbeeld ook in Wereldbeeld."  "Steeds hanteert hij daarbij een brede visie waarbij ook wetenschap, cultuur en maatschappij worden betrokken", zo werd gezegd op de prijsuitreiking. 

## Geschiedenis
Rondas startte als wekelijks radioprogramma in 2001. De allerlaatste uitzending ging in de ether op 16 januari 2011. In totaal werden meer dan 400 afleveringen uitgezonden.

## Onderwerpen
In Rondas kwamen gesprekken met de volgende personaliteiten aan bod:
- 2011: de Engelse politicoloog Charles Jeffery (16/01), de Schotse geschiedkundige Tom Devine (9/01).

- 2010 : wereldautoriteit van het vroege christendom Pieter van der Horst (19/12), de Britse historicus van de radicale verlichting Jonathan Israel (12/12), de Nederlandse socioloog Jan Breman over diens boek "Koloniaal profijt van onvrije arbeid" (5/12), de Nederlandse psycholoog Douwe Draaisma (28/11),  filosoof Marc de Kesel over diens boek "Goden breken" (21/11), filosoof en auteur Ludo Abicht (14/11), filosoof Etienne Vermeersch ( 07/11), historicus Wim Blockmans ( 31/10), professor Herman Matthijs (24/10), historica Els Witte ( 17/10), nobelprijswinnaar Mario Vargas Llosa (10/10), de Zwitserse auteur Jean Ziegler (03/10), de Frans-Libanese schrijver Amin Maalouf (26/09), de Brits-Amerikaanse historicus Tony Judt (19/09), de Leuvense econoom en specialist overheidsfinanciën Theo Peeters (12/09), grondwetspecialist Hendrik Vuye (05/09), gewezen Vlaams Minister-president Luc Van den Brande (27/06), politicus Bart De Wever (20/06), hoogleraar em. hedendaagse geschiedenis Lode Wils (13/06), de Franstalige Canadese historicus Gérard Bouchard (06/06), jurist Matthias Storme (16/05), hoogleraar filosofie Peter de Graeve (09/05), hoogleraar en politicoloog Bart Maddens (25/04), academicus en grondwetspecialist Robert Senelle (31/01).

- 2009: Manhattan Charles Gehring (04/01), Manhattan Thomas Bender (11/01),  Manhattan Luc Sante (18/01), Sociale Leer van de Kerk Johan Verstraeten (25/01), De Gebroeders Van Rompuy Eric Van Rompuyen Herman Van Rompuy (01/02), Antagonistisch Principe vs Liberalisme Chantal Mouffe (08/02), Hitler Polder & Vrij Van God Joost Zwagerman (15/02), Lange Wapper Georges Allaert (22/02), Depressie Maarten van Buuren (01/03), Maners 1 Jaap Kruithof (08/03), Maners 2 Immanuel Wallerstein (15/03), Maners 3 Mark Grammens (22/03), Ramsey Nasr (29/03), Cultuur Roger Scruton (05/04), Sociale Zekerheid Danny Pieters (19/04), Moraliteit & Samenleving Avishai Margalit (26/04), Onderwijs Ad Verbrugge (03/05), Verandering Peter Sloterdijk (10/05), Omgekeerde Geldstromen Juul Hannes (17/05), Belgische Financiële Stromen 2 Dirk Heremans (24/05), Politieke Filosofie Chantal Mouffe (07/06), Paulus Fik Meijer (14/06), Paulus 2 David Bolton & Emmanuel Nathan (21/06), Paulus 3 Marc De Wilde (28/06), Stockholm 1 Hans Westin (30/08), Stockholm 2 Hans Westin (06/09), Stockholm 3 Hans Westin (13/06), Nederlands in Amerikaans Nicoline van der Sijs (20/09), Lange Wapper Georges Allaert (27/09), 1900-1914 Philipp Blom (04/10), Damiaan Valeer Neckebrouck (11/10), Job Slavoj Žižek (18/10), Maddensdoctrine Bart Maddens (25/10), Spinoza Herman De Dijn (01/11), Einde Van De Psychiatrie Paul Verhaeghe (08/11), Verdrag Van Versailles Matthijs De Ridder (15/11), Israel-Palestina Avishai Margalit (29/11), Vroege Christendom Pieter van der Horst (06/12), Joods Kannibalisme Pieter van der Horst (13/12), Christendom Paul Veyne (20/12).

- 2008: De Onwetende Schoolmeester Jacques Rancière (05/01), Federalisme Wilfried Martens (19/01), Multiculturaliteit Rudi Visker (26/01), Filosofie & Theologie Adriaan Peperzak (02/02), Federalisme - Artikel 35 Wilfried Martens (14/02), Repressie Oostkantons Carlo Lejeune (01/03), Koerden Hugo Van Rompaey (07/03), Vlaanderen In Europa Wilfried Dewachter (15/03), Sociale Leer Van De Kerk Johan Verstraeten (22/03), Atheïsme Alister McGrath (28/03), Sixties 1 Ludo Abicht (04/04), Sixties 2 - Splitsing KUL Louis Vos (11/04), Sixties 3  Boudewijn Bouckaert (18/04),  Sixties 4 - Congo Zana Aziza Etambala (26/04), Sixties 5 - Praagse Lente Eduard Goldstücker (04/05), Koran Hans Jansen (23/05), Presidentsverkiezingen US Derk Jan Eppink (30/05), State Of The American Nation Tony Judt (07/06), Nationalisme Craig Calhoen (14/06), Oorlog Irak Joseph Stiglitz (20/06), Berlusconisme Jan Gadeyne (31/08), Italië Paolo Flores d'Arcais (07/09), Sint Petersburg 01 Mon Detrez (14/09), Sint Petersburg 02 Mon Detrez (21/09), Sint Petersburg 03 Mon Detrez (27/09), Palestina Ilan Pappé (05/10), Sint Petersburg 04 Mon Detrez (12/10), Nationalisme John Hutchinson (19/10), Geneeskunde & Filosofie Ignaas Devisch (25/10), Geweld Hans Achterhuis (01/11), Günter Grass (08/11), Wannes Van de Velde (14/11), De Filosofie Van Christus Frédéric Lenoir (22/11), Twintigste Eeuw Kjell Westö (30/11), Canada Gérard Bouchard (07/12), Staatshervormingen Marc Platel (14/12), Scheiding Der Machten Matthias Storme (21/12).

Opgepast: bovenstaande lijst is onvolledig en moet aangevuld worden.

## Publicaties
- Rondas' wereldbeeldenboek / Jean-Pierre Rondas ... [et al.] (Pelckmans, 2006, ISBN 90-289-3755-2)

## Prijzen
- 2011 – de jaarlijkse "Gulden Boek" van boekenvakorganisatie Boek.be